# Camponotus orthocephalus
Camponotus orthocephalus é uma espécie de inseto do gênero Camponotus, pertencente à família Formicidae.